# Relations entre l'Inde et le Soudan
Les relations entre l'Inde et le Soudan sont les relations bilatérales de la république de l'Inde et de la république du Soudan. À l'exception de la présence, depuis 150 ans, d'environ 2 000 commerçants du Gujarati, l'Inde n'était pas un partenaire particulièrement important pour le Soudan jusqu'en 2003, lorsque la compagnie pétrolière nationale indienne, Oil and Natural Gas Corporation (ONGC), a acquis une part de 25 % dans la Greater Nile Petroleum Operating Company (en) du Soudan. Depuis lors, l'engagement entre les deux pays s'est accru.

## Histoire
Les relations entre l'Inde et le Soudan remontent à l'Antiquité. Des preuves indiquent qu'il y avait des contacts et peut-être des échanges entre les civilisations nilotiques et de la vallée de l'Indus via la Mésopotamie. Des preuves suggèrent que le commerce entre les royaumes indiens et nubiens du Soudan via la mer Rouge a augmenté vers la fin du XIIe siècle. Sannar, la capitale du sultanat de Funj, avait un important commerce de soie, d'ornements en argent, de cuir et d'or avec l'Inde via le port de Suakin en 1699.
Deux ponts ferroviaires suspendus, en acier, à Khartoum et à Atbara ont été importés de l'Inde dans les années 1900. Ces ponts sont toujours utilisés aujourd'hui. Depuis 1900, des experts indiens ont participé au développement du secteur forestier soudanais. Le Mahatma Gandhi a visité le Port-Soudan en 1935, en route vers l'Angleterre, et a rencontré les membres de la diaspora indienne au Soudan. Jawaharlal Nehru a également fait escale à Port Soudan en 1938, en route vers le Royaume-Uni. Nehru a visité le Chhotalal Samji Virani. Le Graduates General Congress of Sudan, créé en 1938, a été grandement inspiré par le Congrès national indien. L'armée indienne britannique et les soldats soudanais ont combattu ensemble en Erythrée en 1941. Ils ont remporté la victoire dans la bataille décisive de Keren, pour laquelle les sapeurs du Bengale ont reçu la Victoria Cross pour avoir déminé à Métemma.
Le commissaire électoral en chef de l'Inde, Sukumar Sen, a supervisé les premières élections parlementaires soudanaises en 1953. La Commission électorale soudanaise, créée en 1957, s'est inspirée des lois et pratiques électorales indiennes. L'Inde a apporté un soutien financier à la Commission de soudanisation créée en février 1954, qui a été chargée de remplacer le personnel britannique au sein du gouvernement soudanais, après l'indépendance. L'Inde a ouvert son ambassade à Khartoum en mars 1955. Le premier ministre intérimaire du Soudan, Ismail al-Azhari, accompagné de plusieurs ministres, s'est rendu à New Delhi en avril 1955, en route vers la conférence de Bandung en Indonésie. À Bandung, le pays n'avait pas de drapeau pour le représenter. Le Premier ministre indien Jawaharlal Nehru, qui était également présent à la Conférence, a écrit « Soudan » sur son mouchoir, qui a été utilisé pour représenter le Soudan à Bandung.
L'Inde est restée neutre pendant la première guerre civile soudanaise (1962-72) et la deuxième guerre civile soudanaise (1983-2005). L'Inde s'est également opposée aux tentatives visant à forcer le Soudan à se retirer du Fonds monétaire international en 1994.
L'Inde a soutenu le Soudan pendant la crise de Heglig (en) en 2012.